# Tracy (California)
Tracy è una città degli Stati Uniti d'America situata nella contea di San Joaquin, nello Stato della California.